# Hermelindo González
Hermelindo González Verdugo (Ejido Córdova Matasano, Chiapas, 1947 – Unión Juárez, Chiapas, 5 de septiembre de 2022) conocido como el Tata Hermelindo fue un líder moral, escritor y maestro mexicano de la etnia mam reconocido por su trayectoria y lucha en la preservación de los conocimientos tradicionales, costumbres e idioma del pueblo mam en el Soconusco, Chiapas. El Tata Hermelindo era un respetado líder por sus contribuciones en salvaguardar los aspectos tradicionales de la cultura mam como la música, gastronomía, vestimenta e historia, así como por su trabajo para revitalizar y fomentar el uso del idioma mam en la región. Desde 1994 trabajó como maestro de la lengua mam y a lo largo de su carrera fundó más de 20 escuelas en los municipios de Tapachula, Cacahuatán y Huehuetán para la enseñanza de la lengua. El título de Tata viene de la palabra en mam tata que significa abuelo, en referencia a que era un hombre sabio dentro de su comunidad.
Entre sus enseñanzas, el Tata Hermelindo también rescataba el uso y conocimiento de la herbolaria tradicional mam e instruía su uso en distintas comunidades dentro del Soconusco.
En reconocimiento a su lucha y a sus extensos y valiosos conocimientos sobre la cultura e idioma mam, en 2020, fue distinguido como como Tesoro Humano Vivo de Chiapas por la Conaculta, el tata afirmaba que su objetivo siempre había sido rescatar la sabiduría de los abuelos mam que se había ido perdiendo con los años.

## Biografía
Nació en el año 1947 en el ejido Córdova Matasano localizado dentro del municipio de Unión Juárez en el estado de Chiapas, México, esta comunidad se encuentra dentro del Soconusco y cerca del volcán Tacaná un sitio sagrado para el pueblo mam. Desde su juventud se desempeñó como campesino y mostró interés en rescatar el conocimiento tradicional de su pueblo para evitar su pérdida.
En 1998 colaboró con el Centro de Lengua, Arte y Literatura Indígena realizando algunos trabajos sobre la cultura mam. 
También participó con el Instituto Nacional de Lenguas Indígenas en la normalización de la lengua Ta yol Mam, en un trabajo colaborativo que empezó en 2009 y culminó en 2011 con la publicación de la Norma de Escritura de la Lengua Mam (TXolil ta tsi'b'enj te Ta Yol Mam), documento que estableció y definió un alfabeto oficial y otros aspectos gramaticales de la lengua.
En 2017 participó en la traducción de la Constitución Política Mexicana a la lengua mam. Durante este periodo presentó su libro Kub´il Tyol Qchman y publicó algunos libros sobre la historia de su comunidad y la lengua mam, también se desempeñó como locutor de radio en algunas emisoras locales difundiendo mensajes en mam. 
Finalmente falleció el 5 de septiembre de 2022 debido a una enfermedad, dejando un gran legado en las comunidades del municipio de Unión Juárez y en todo el pueblo mam del Soconusco.